# Heinrich Meyer (évêque)
Pour les articles homonymes, voir Heinrich Meyer et Meyer.
Heinrich Meyer est un missionnaire, théologien et évêque luthérien allemand, né le 16 octobre 1904 à Apenrade (aujourd'hui Åbenrå au Danemark) et mort le 25 mai 1978 à Lübeck. Il est évêque protestant-luthérien de Lübeck de 1956 à 1972.

## Biographie
Heinrich Meyer est l'époux de Sophie Johanna Meyer, née Hansen. En 1929, tous deux partent en mission en Inde. Heinrich Meyer sert dans la mission de Jeypore, dans la province d'Orissa (en).
Après de longues années en Inde, Meyer revient en Allemagne et obtient l'agrégation de missiologie à l'université de Heidelberg en 1951.
En 1956, il est élu évêque de l'Église protestante luthérienne de Lübeck (de). Il s'engage pour une meilleure coopération entre les quatre églises régionales du nord de l'Elbe, ce qui aboutit en 1977 à la création de l'Église protestante luthérienne du nord de l'Elbe.

## Écrits
- (de) Marie von Koenneritz, Einer dem Gott zu stark wurde, Hambourg, avec une biographie courte de Klaus Lederer, né Lentz, le père des Frères de Warthebruch. Préface de Heinrich Meyer, Appel, 1951
- (de) Lutherische Kirchen im Ringen um ein neues Bekenntnis, Munich, Claudius-Verlag, 1951 (habilitationsschrift)
- (de)Bekenntnisbindung und Bekenntnisbildung in jungen Kirchen Bertelsmann, Gütersloh 1953.
- (de) Christus und die Welt
  - Cahier 4 : Die Religion und das Evangelium
  - Cahier 5 : So sah ich Indien, 1960
  - Cahier 6 : So sah ich Afrika, 1961
  - Cahier 10 : Kirche für die Welt, 1962
  - Cahier 15 : Mission in ökumenischer Verantwortung, 1963
- (de) Welche theologischen Aufgaben stellt uns Neu-Delhi? Breklum, Jensen, 1963.
- (de) Wir lieben Indien, Bad Salzuflen, MBK-Verlag, Verlag für Missions- und Bibelkunde, 1963.